# Neutre
Neutre ist ein Schweizer Spielfilm aus dem Jahr 2001. Er handelt von Soldaten der Schweizer Armee, die sich während einer militärischen Übung nach Frankreich verirren. Neutre war der erste Spielfilm von Xavier Ruiz.

## Handlung
Gegen Ende ihres Wiederholungskurses (WK) werden Soldaten der Schweizer Armee zu einer Kommandoübung geschickt. Der Trupp wird angeführt von Leutnant Toni Molto, der anstrebt, endlich die ihm bislang verwehrte Prüfung zum Hauptmann  zu absolvieren. Nach Beginn der Übung muss sich der Trupp zunächst von einem Staudamm abseilen. Danach paddelt er mit einem Boot durch den Jura. Die Stimmung ist dabei entspannt. Ausgenommen von Leutnant Molto und in geringerem Masse dem Gefreiten Castel nehmen die Soldaten ihren Auftrag nicht besonders ernst. 
Nachdem der Trupp das Nachtlager aufgeschlagen hat, wird der nächste Auftrag bekannt gegeben. Mitten in der Nacht soll er sich in drei Gruppen aufgeteilt an das Überlebenscamp einer RS heranpirschen und einem Infanteriezug das Signal zu einem Überraschungsangriff geben. Da die damit beauftragten Soldaten Chips und Matthey den Auftrag nicht korrekt ausführen, kommt es zu einem Gerangel mit Castel, worauf die Leuchtrakete in das Camp anstatt nach Norden abgefeuert wird. Die aufgeschreckten Campierenden verprügeln daraufhin Chips, Matthey, Castels, Vincens und Titi, dem sie einen Arm brechen. Sie ziehen sich erst zurück, als Molto am Ort des Geschehens auftaucht. Da der Infanteriezug aufgrund des falsch ausgeführten Signals nicht auftaucht, kann der Trupp nicht wie geplant zusammen mit ihm zur Kaserne zurückkehren. Molto führt den Trupp deshalb selbst zurück. Da er immer noch davon ausgeht, dass die Leuchtrakete nach Norden abgefeuert wurde, schlägt er eine falsche Richtung ein.
Im Verlauf des Tages wird deutlich, dass sich der Trupp verirrt hat. Das Ausmass der Verirrung erkennen die Soldaten aber erst, als sie der Bauer Jean darauf hinweist, dass sie sich in Frankreich befänden. Auf seinem Hof diskutieren die Soldaten das weitere Vorgehen. Molto weist darauf hin, dass sie durch das Überschreiten der Grenze als Deserteure gälten und deshalb an einem Zollübergang verhaftet und zu Gefängnisstrafen verurteilt werden könnten. Da dies keiner riskieren will, entscheiden sie sich für einen von Jean ins Spiel gebrachten Rückweg über die grüne Grenze, der über eine 100 Meter tiefe Schlucht führt. Die Soldaten verbringen die Nacht auf Jeans Hof und werden am nächsten Tag von seiner Tochter Magalie zur Schlucht geführt. Diese überqueren sie mit einer Seilrutsche. Als Mackenzie sich als Letzter auf den Weg macht, reisst das Seil. Er stürzt ab und verschwindet aus dem Blickfeld seiner Kameraden. Matthey will ihm zur Hilfe eilen. Da die Schlucht von oben nicht zugänglich ist und Mackenzie den Sturz nicht überlebt haben dürfte, insistiert Molto, zur Kaserne zurückzukehren und Hilfe zu holen.
Nach einer Weile erreichen die Soldaten eine Barrikade im Wald, die sie für eine Grenzmarkierung halten. Als sie anschliessend auf einer Wiese rasten, geraten sie unter Granatenbeschuss. Sie flüchten sich zurück in den Wald, wo sie feststellen, dass die Barrikade nicht die Grenze, sondern ein Artillerietestgelände markiert hatte. Als ihnen gewahr wurde, dass sie sich erneut verlaufen hatten, eskaliert die Situation. Die Autorität von Molto wird infrage gestellt, auch von Castel. Matthey wirft ihm Inkompetenz vor und gibt ihm die Schuld an Mackenzies Tod, da er seine Verantwortung als Truppenführer nicht wahrgenommen habe. Es kommt zur Prügelei, während der Molto Matthey schliesslich mit seiner Pistole bedroht. Castel geht dazwischen. Er wirft Molto vor, aus Karrieregründen den gefährlichen Rückweg gewählt zu haben, während sich zu stellen das einzig richtige Vorgehen gewesen wäre. Nachdem er die Situation deeskaliert hat, zieht er wie zuvor von Molto vorgeschlagen mit Matthey los, um das Testgelände zu umgehen und am Abschussort Hilfe zu holen. Molto, der jegliche Autorität verloren hat, bleibt mit den übrigen zurück. In der Nacht hört er als einziger zwei Mal dumpfe Geräusche, die er für Explosionen hält. Als Chips, Vincens und Titi am nächsten Morgen erwachen, ist Molto verschwunden. Sie finden ihn, wie er im Glauben, als Truppenführer versagt zu haben und für den Tod von Mackenzie, Castel und Matthey verantwortlich zu sein, im Begriff ist, sich zu erschiessen. Trotz Zureden können sie seinen Suizid nicht verhindern. In dem Moment kommen Castel und Matthey zurück, denen es gelungen war, Hilfe zu holen. In der Schlussszene sagt Matthey vor dem Militärgericht aus, dass es sich sowohl beim Tod von Mackenzie wie bei dem von Molto um Unfälle gehandelt habe. 

## Produktion
Neutre wurde ohne Bundesgelder realisiert. Der Film startete am 21. Februar 2001 in den Kinos der Romandie. Der Start in der Deutschschweiz erfolgte am 30. August 2001.

## Rezeption
Neutre wurde in der Schweizer Presse vorsichtig positiv aufgenommen, auch wenn verschiedene Rezensenten dem Film auch grössere Schwächen attestierten. 
Der Bund kam zum Schluss, dass Neutre «als Actionfilm mehr Qualitäten [habe] denn als Psychostudie: Die Porträts der Protagonisten geben spannungsmässig nicht viel her, aufregender sind äusserliche Aktionen wie etwa das Abseilen an einer hohen Mauer.» Weiter heisst es: «Nicht alles Potenzial des Stoffes wird genutzt, die unangenehmen Kleinigkeiten eines Waldausflugs wie etwa Mücken- oder Zeckenbisse beispielsweise werden ignoriert, und die formale Gestaltung von Szenen wie jener um den Absturz eines Mannes in eine Schlucht lässt Wünsche bezüglich cineastischer Feinarbeit offen. Die Ansätze der mit verschwindend wenig Geld realisierten Inszenierung aber sind verheissungsvoll und phantasieanregend, so dass sich von ‹Neutre› ähnliches sagen lässt wie im letzten Jahr von der Kriminalkomödie ‹Attention aux chiens›, bei der Xavier Ruiz als Cutter mitgewirkt hat: Die Richtung stimmt, so fängt das grosse Kino an.»
Christoph Egger lobte in der NZZ unter anderem den Schnitt und die Musikuntermalung von Sens Unik und The Young Gods. Er sah aber auch «fundamentale Schwächen des Drehbuchs». «Die weitgehend abgeschlossenen Episoden verhindern eine dramaturgische Entwicklung; der Konflikt zwischen den Soldaten und dem immer autoritärer auftretenden Offizier bleibt äusserlich und gelangt nur in Ansätzen auf die psychologische Ebene.» Als zu wenig wirkungsvoll bezeichnet Egger Flashback-Szenen der Verhandlung vor dem Militärgericht. Auch die Umsetzung technisch anspruchsvollerer Szenen bemängelte er: «So darf das erst imaginierte und dann reale Aufgehen eines Baums in Flammen nicht zu einem müden Pfupf verkommen oder der Absturz in die Schlucht kläglicherweise im Off stattfinden. Da scheinen die kargen Produktionsmittel jegliche Einfallsquelle verschüttet zu haben.» Auch die Neue Mittellandzeitung lobte den Schnitt, die Musik und die Aufnahmen und bezeichnete Neutre als den professionellsten der aktuell im Kino laufenden Schweizer Filme. Sie kritisierte jedoch ebenso die Rückblenden, deren Sinn nicht recht klar würde, sowie die aus ihrer Sicht allzu offensichtliche Zusammenstellung der Charaktertypen.
Christoph Schneider urteilte im Tages-Anzeiger: «Im Ganzen ist es die erstaunlich glaubwürdige Kombination scharf beobachteter Militär-Helvetismen mit den prinzipiellen Erfahrungen, die man in hierarchischen Gruppen, welche man sich nicht selbst ausgesucht hat, womöglich macht. Ruiz bettet das in sorgfältig inszenierte Stimmungen. Bloss treibt es die Fantasie auch hier wieder ein bisschen weit mit der Belastung einer Geschichte durch Neurosen und Zufälle und durch die Beschiessung der Charaktere mit schwerer Artillerie.»